# Phen (huyện)
Phen (tiếng Thái: เพ็ญ) là một huyện (amphoe) ở phía bắc của tỉnh Udon Thani, đông bắc Thái Lan.

## Địa lý
Các huyện giáp ranh (từ phía đông bắc theo chiều kim đồng hồ) là: Sang Khom, Ban Dung, Phibun Rak, Mueang Udon Thani, Ban Phue của tỉnh Udon Thani, Sa Khrai, Mueang Nong Khai và Phon Phisai của Nong Khai Province.

## Lịch sử
The district goes back to Mueang Phen, which wvà thuộc Mueang Nong Khai. Năm 1907 it became a district, then named Mueang Phen (เมืองเพ็ญ) within tỉnh Udon Thani. Năm 1917 it was được đổi tên thành Phen.

## Hành chính
Huyện này được chia thành 11 phó huyện (tambon), các đơn vị này lại được chia ra thành 151 làng (muban). Phen là một thị trấn (thesaban tambon) nằm trên một phần của the tambon Phen. Có 11 Tổ chức hành chính tambon.
| STT. | Tên         | Tên Thái | Số làng | Dân số |  |
| ---- | ----------- | -------- | ------- | ------ |  |
| 1.   | Phen        | เพ็ญ      | 16      | 12.407 |  |
| 2.   | Ban That    | บ้านธาตุ   | 19      | 16.337 |  |
| 3.   | Na Phu      | นาพู่      | 15      | 12.156 |  |
| 4.   | Chiang Wang | เชียงหวาง | 15      | 13.964 |  |
| 5.   | Sum Sao     | สุมเส้า    | 19      | 11.916 |  |
| 6.   | Na Bua      | นาบัว     | 11      | 6.521  |  |
| 7.   | Ban Lao     | บ้านเหล่า  | 11      | 8.379  |  |
| 8.   | Chom Si     | จอมศรี    | 17      | 9.751  |  |
| 9.   | Tao Hai     | เตาไห    | 8       | 5.782  |  |
| 10.  | Khok Klang  | โคกกลาง  | 11      | 7.262  |  |
| 11.  | Sang Paen   | สร้างแป้น  | 9       | 5.715  |  |